# E1
För andra betydelser, se E 1.

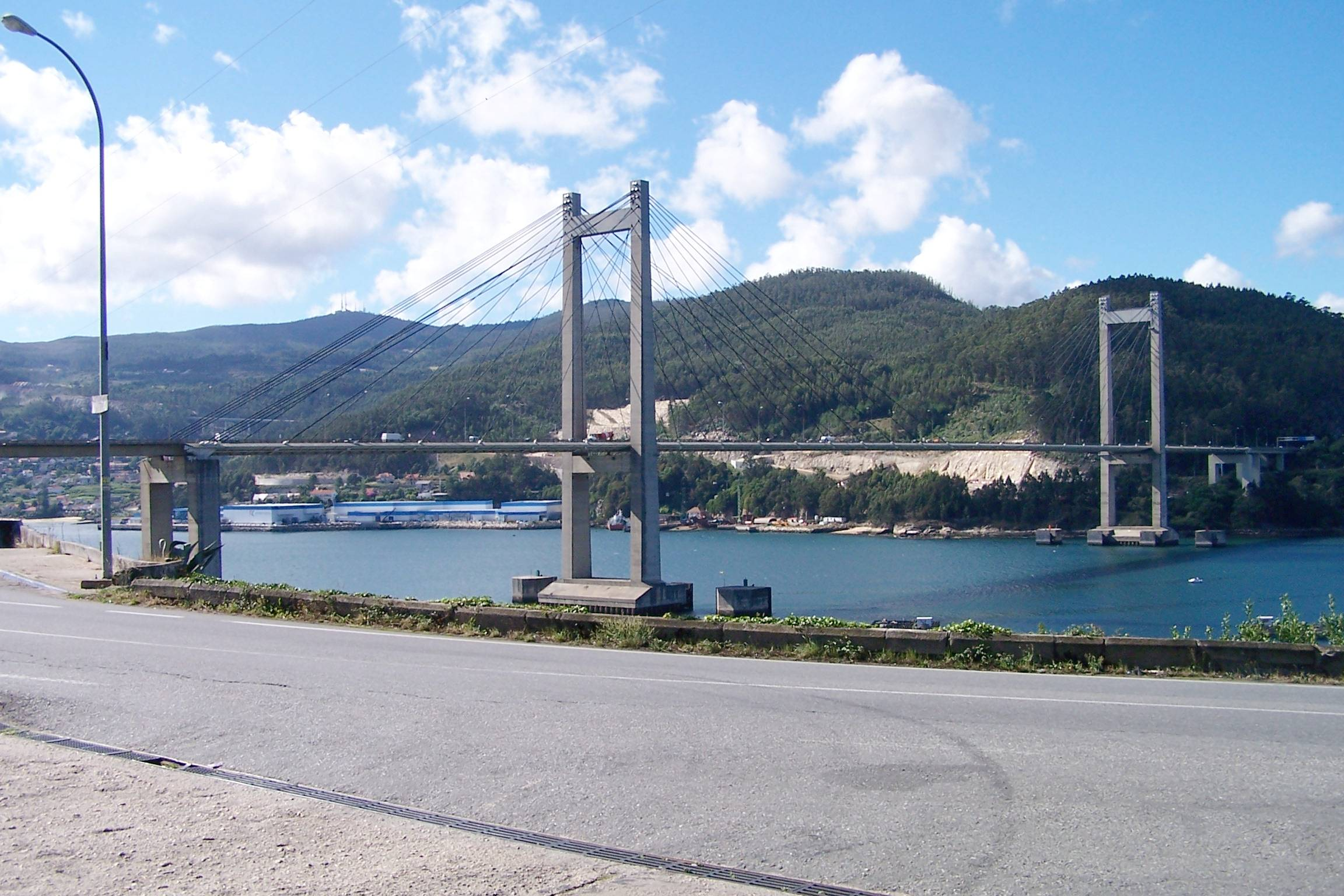
Bro nära Vigo i Spanien.

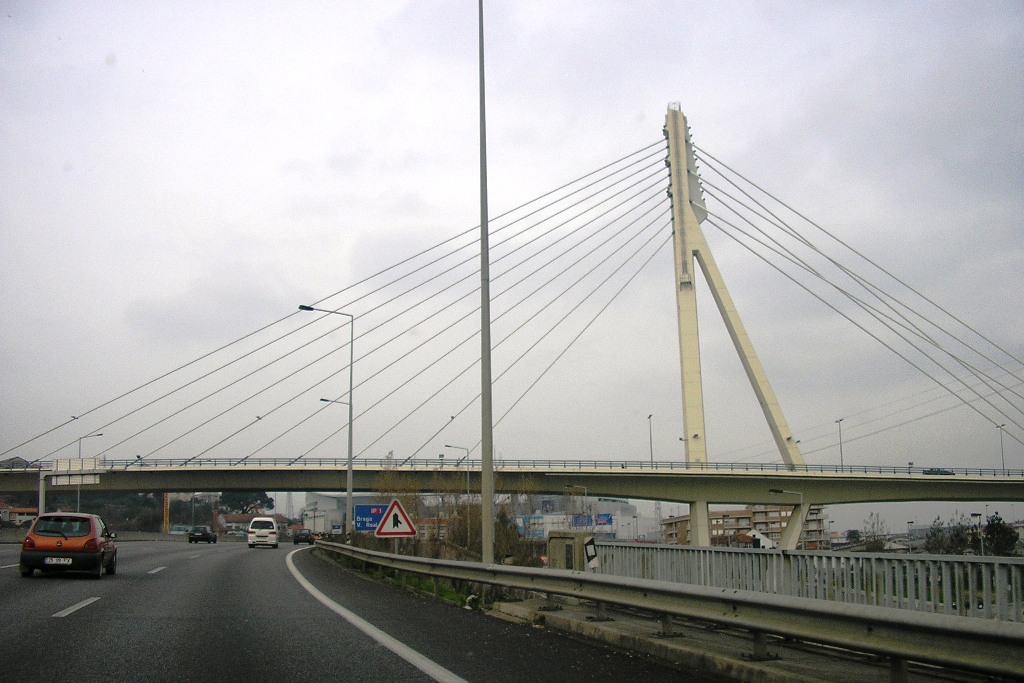
Bro över E1 nära centrum av Porto i Portugal.

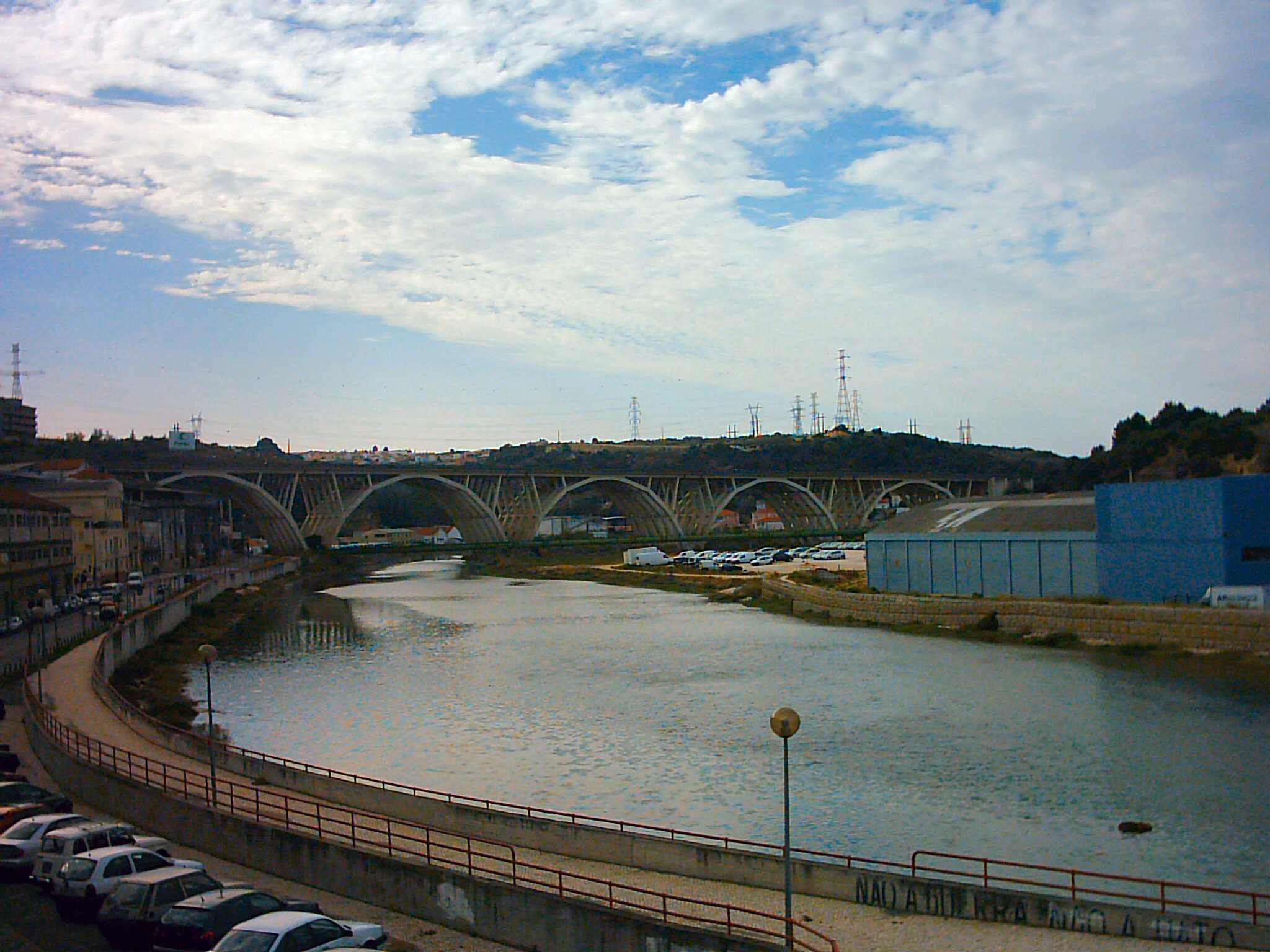
Bro vid Sacavem nära Lissabon i Portugal.

E1 eller Europaväg 1 är en europaväg som börjar i Larne på Nordirland och slutar i Sevilla i Spanien. Längd 1 460 kilometer, varav 100 kilometer i Nordirland/Storbritannien, 260 kilometer i republiken Irland, 180+140 kilometer i Spanien och 780 kilometer i Portugal.

## Sträckning
Larne - Belfast - (gräns Storbritannien-Irland) - Dublin - Wexford - Rosslare - (slut i Irland, havsavbrott, fortsätter i Spanien) - La Coruña - Pontevedra - (gräns Spanien-Portugal) - Valença - Porto - Coimbra - Lissabon - Setubal - Faro - Vila Real de Santo Antonio - (gräns Portugal-Spanien) - Huelva - Sevilla
Vägen har ett långt havsavbrott mellan Irland och Spanien, utan någon färja. Man kan åka färja Cork (Irland) - Roscoff (Frankrike) och ta landvägen sedan (E50/E5/E70). Man kan också ta färjan Rosslare (Irland) - Fishguard (Storbritannien), ta väg E30/M5, och sedan färja Plymouth (Storbritannien) - Santander (Spanien) och vidare med E70.

## Standard
E1 är blandat landsväg, fyrfältsväg och motorväg i Nordirland och Irland. Vägen är nästan enbart motorväg i Spanien och Portugal.

## Anslutningar till andra europavägar
| - E18 - E16 - E20 - E30 - E70 |  | - E82 - E80 - E802 - E90 |

## Tidigare sträckning
I det gamla europavägssystemet (som i många länder användes till 1985) gick E1 liksom andra ensiffriga europavägar genom hela Europa, enligt följande:
London-Southampton-Le Havre-Paris-Lyon-Aix en Provence-Genua-Rom-Messina-Palermo